# Enrico Kühn
Enrico Kühn (* 10. März 1977 in Bad Langensalza) ist ein deutscher Bobfahrer.

## Karriere
Enrico Kühn war bis 1993 als Hürdensprinter an der Kinder- und Jugendsportschule in Jena. Danach probierte er sich in mehreren weiteren Sportarten aus, bis er durch seinen Freund Christoph Heyder zum Bobsport kam. Aufgrund seines Talentes wurde er nach kurzer Zeit als Sportsoldat gefördert. In der Saison 1999/2000 musste er wegen einer Verletzung längere Zeit aussetzen. Trotzdem schaffte er danach wieder den Anschluss und gehörte zum Viererbobteam von André Lange, das bei den Olympischen Winterspielen 2002 in Salt Lake City die Goldmedaille gewann. Nach den Spielen wechselte Kühn mehrfach den Bob. Er startete mit Christoph Langen, mit dem er bei den Weltmeisterschaften 2004 in Königssee Silber gewann, mit René Spies startete er ein zweites Mal im Viererbob bei den Olympischen Winterspielen 2006 in Turin (Fünfter) und mittlerweile im Bob von Thomas Florschütz.

## Erfolge

### Vierer
Olympische Spiele
- 2002: Platz 1
- 2006: Platz 5

Weltmeisterschaften
- 2003: Platz 4
- 2004: Platz 2

Europameisterschaften
- 2002: Platz 1
- 2003: Platz 2
- 2004: Platz 3
- 2006: Platz 5

Deutsche Meisterschaften
- 2004: Platz 1
- 2006: Platz 1

### Zweier
Deutsche Meisterschaften
- 2004: Platz 1